# عازل ثلاثي الحالة

ترانزيستور يقوم بعمل المفتاح. إذا كان الجهد B مغلاقا تكون الدائرة مفتوحة ولا يمر تيار، وإذا كان الجهد B مفتوحا يعمل الترانزيستور على قفل الدائرة ويمر التيار بين A و C.

يستخدم العازل الثلاثي الحالة لوصل مخارج بوابتين أو أكثر، أو مخارج أي عناصر منطقية
مع بعضها ويقوم بعمل المفتاح في الدائرة. الشكل التالي يبين العازل الثلاثي الحالة.
عندما يكون المدخل B=1 يكون المخرج C=A. وعندمايكون جهد المدخل B=0 يكون المخرج C مفصولاً فعلياً، وبذلك لا يمكن لأي تيار أن يمر في الدارة. ُتعرف هذه الحالة بحالة الممانعة العالية للمخرج حيث تكون ممانعة الدارة عالية جداً لمرور التيار فيها.
يبين الشكل التالي بعض الأنواع من العوازل ثلاثية الحالة مع جدول الحقيقة لكل منها.
أي يكون العازل ُمفعلاً عندما B=1 وغير ُمفعلاً عندما B=0.ونستخدم الرمز Z لتمثيل حالة الممانعة العالية.
تستعمل العازل الثلاثي الحالة كثيرا في الدوائر المتكاملة والهندسة الإلكترونية.
- الدارة المنطقية لا تعمل بشكل صحيح إذا ما ربطت مخارج بوابتين أو أكثر أو مخارج أي عناصر منطقية أخرى مباشرة مع بعضها البعض.كمثال على ذلك، إذا كان خرج بوابة(0)

وخرج الأخرى (1) فعندما تربط المخارج معاً يمكن أن يكون لجهد المخرج قيمة بينية لا ُتمثل بشكل واضح.وفي بعض الحالات قد ُتخرب البوابات إذا ما رُبطت مخارجها مع بعضها.